# Frapelle
Frapelle é uma comuna francesa na região administrativa do Grande Leste, no departamento de Vosges. Estende-se por uma área de 4.55 km². Em 2010 a comuna tinha 202 habitantes (densidade: 44,4 hab./km²).